# Běžci
Běžci (Paleognathae) je jedna ze dvou současných podtříd ptáků (druhou podtřídou jsou letci). Mezi běžce se řadí 5 řádů: tinamy, kiviové, kasuáři, nanduové a pštrosi. Vyskytují se na kontinentech, které původně náležely ke Gondwaně: v Africe, Jižní Americe a Austrálii a Oceánii.
Společnými rysy běžců jsou lebeční báze paleognátního typu, specifická stavba pánve, zjednodušené (pravidelné) rozmístění opeření na těle, přítomnost penisu a způsob hnízdění, kde o vejce a mláďata pečuje především samec. Všichni běžci mají do různé míry zredukované přední končetiny od středně velké redukce u nanduů a pštrosů přes zakrnělá křídla kivijů až po zcela absentní křídla u ptáků moa. Silným znakem skupiny je i velké tělo.

## Fylogeneze

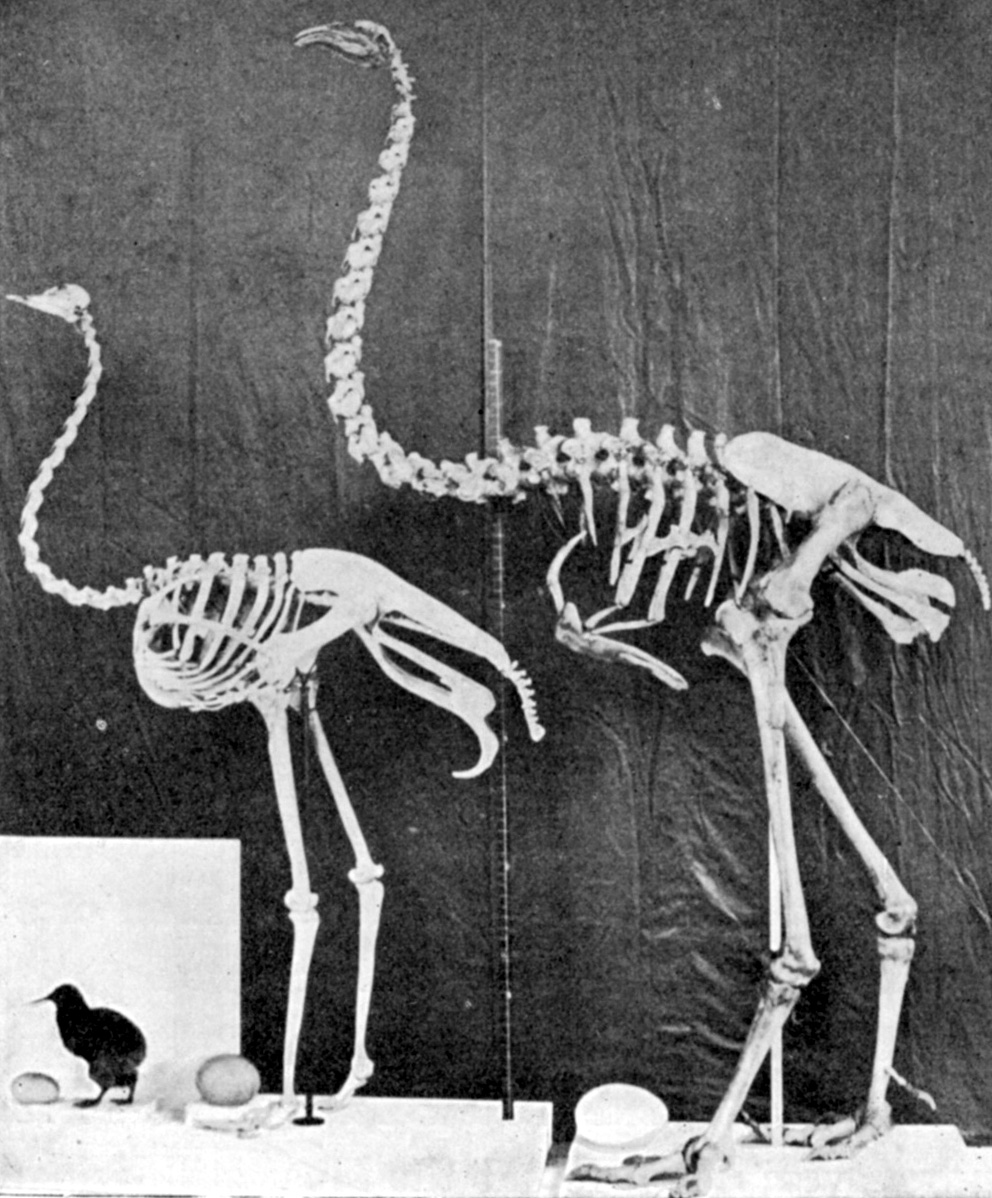
Srovnání kiviho, pštrosa a moa

Běžci byli dlouhodobě považováni za samostatnou skupinu ptáků (mimo tinam), záhadou však bylo rozšíření těchto velkých nelétavých ptáků na izolovaných místech jižní polokoule. Rozluštění přinesl objev kontinentálního driftu – nelétaví byli předci dnešních běžců, jejichž potomci se zachovali na troskách bývalého kontinentu Gondwana. Řada pozdějších studií dnes společný původ běžců potvrdila. V průběhu vývoje se běžci rozšířili několikrát i do dalších částí světa (fosilní pozůstatky z Evropy a Jižní Ameriky, ptáci moa na Novém Zélandu, kteří nejsou příbuzní s recentními kivi).
Nejstarší skupinou podřádu jsou pštrosi, kteří tvoří sesterskou skupinu všech ostatních běžců. Mezi ostatními běžci pak tvoří monofyletické skupiny australo-asijské druhy (kiviové, emuové a kasuáři) a jihoamerické druhy (nanduové a tinamy). Podle studie z roku 2008 ke ztrátě schopnosti létat nedošlo u předka všech běžců, ale nejméně třikrát po sobě nezávisle v průběhu vývoje běžců (u pštrosů, australských a jihoamerických běžců).
Rozměry této skupiny ptáků se v průběhu evoluce zvětšovaly zejména vlivem klimatických změn, nejpravděpodobněji pak výrazným postupným ochlazováním. Podrobný výzkum ukázal, že největší druhy, jejichž hmotnost přesahovala zhruba 120 kg, se objevily až v posledních 9 milionech let.

## Systém
K běžcům se řadí následující recentní řády:
- Struthioniformes, pštrosi – dva druhy v Africe (dříve i v Asii);
- Casuariiformes, kasuáři – tři druhy kasuárů a emu hnědý;
- Apterygiformes, kiviové – menší ptáci z Nového Zélandu;
- Rheiformes, nanduové – dva druhy z Jižní Ameriky;
- Tinamiformes, tinamy – kolem 46 druhů ze střední a Jižní Ameriky.

Z fosilních řádů jsou známy:
- † Lithornithiformes – primitivní běžci, podobní tinamám, kteří dosud neztratili schopnost letu; několik druhů je známo ze starších třetihor Evropy a Severní Ameriky.
- † Dinornithiformes, ptáci moa – několik druhů obřích běžců (výška až 3,3 m), žijících v miocénu až holocénu na Novém Zélandu; vymřeli s příchodem prvních kolonistů.
- † Aepyornithiformes – aepyornisové – vyhynulí běžci z Madagaskaru.